# USCGC Stratton
L'USCGC Stratton (WMSL-752) est le troisième navire de la classe Legend à être mis en service dans l'United States Coast Guard. Le bâtiment est nommé en l'honneur de la capitaine Dorothy C. Stratton, la première directrice de la United States Coast Guard Women's Reserve durant la Seconde Guerre mondiale.
La construction du Stratton a commencé en 2009 dans les chantiers navals Ingalls de Pascagoula et l'US Coast Guard en a pris possession le 2 septembre 2011, plus d'un an après qu'il eut été inauguré par Michelle Obama en 2010. Il est finalement mis en service le 31 mars 2012. La devise du bâtiment est « Toujours prêt ».
En avril 2012, l'équipage du Stratton a découvert quatre trous dans la coque du navire qui a dû être envoyé en cale sèche afin d'être réparé.

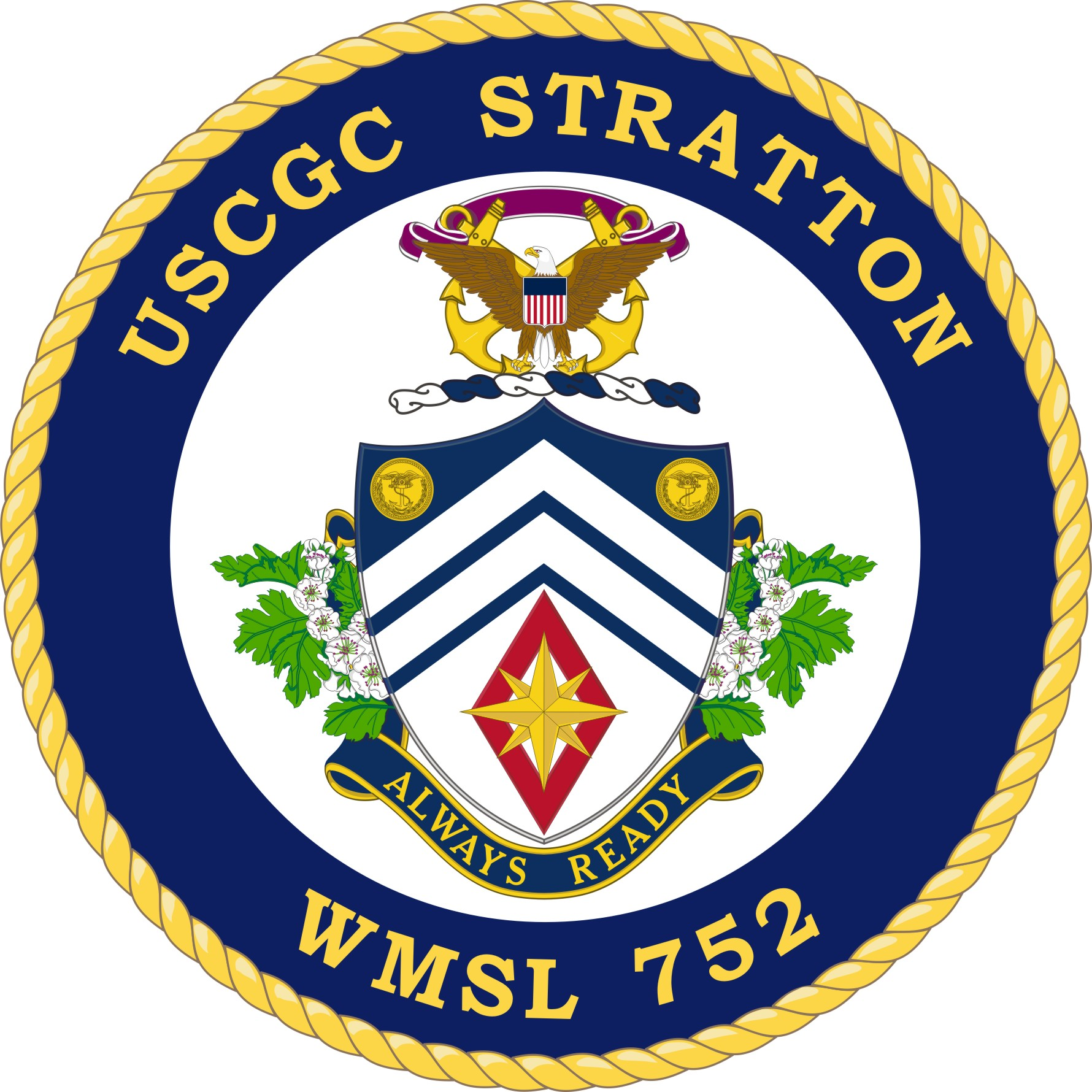
Insigne de l'USCGC Stratton.
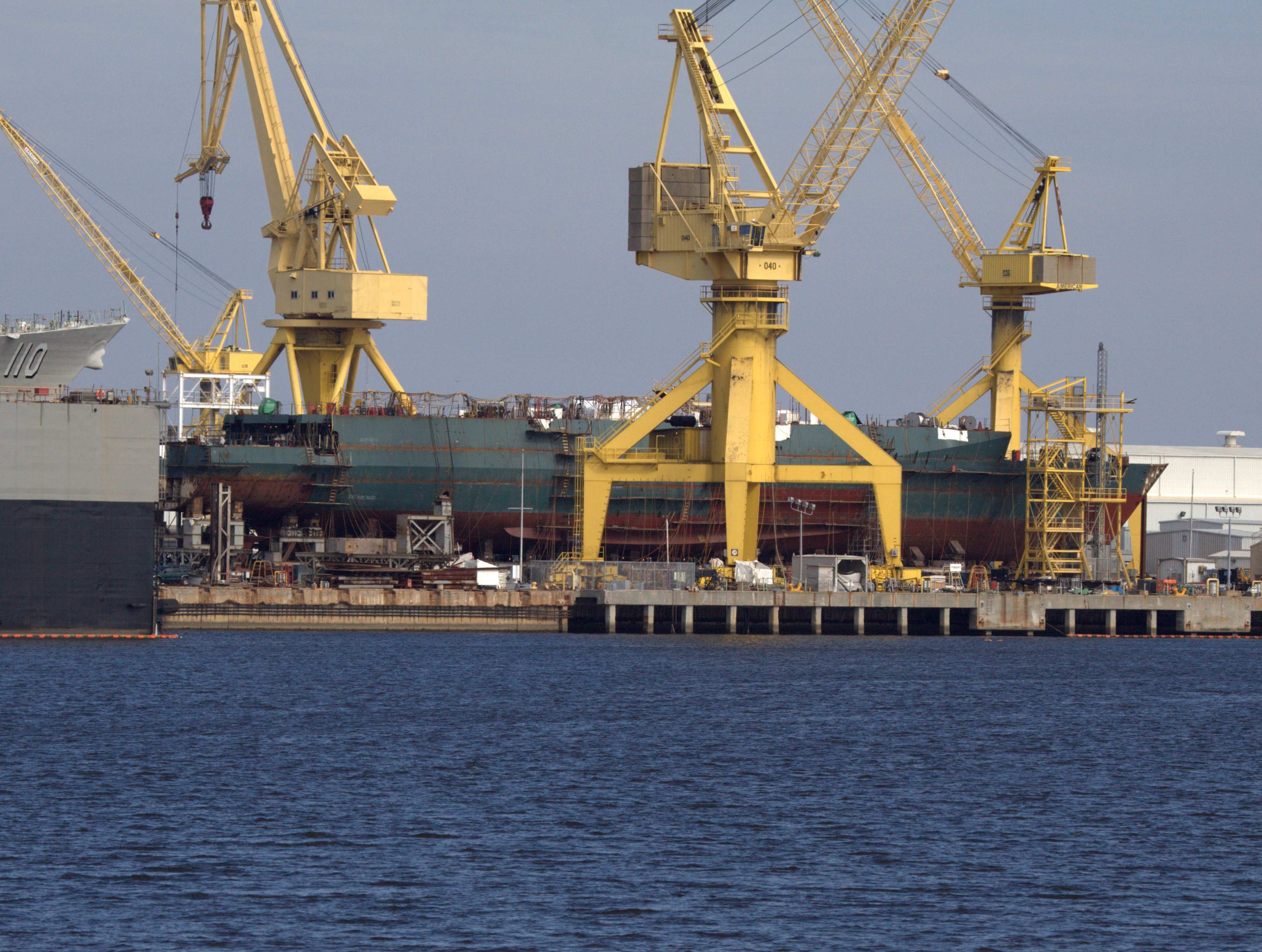
Le Stratton alors en construction dans les chantiers navals de Pascagoula.
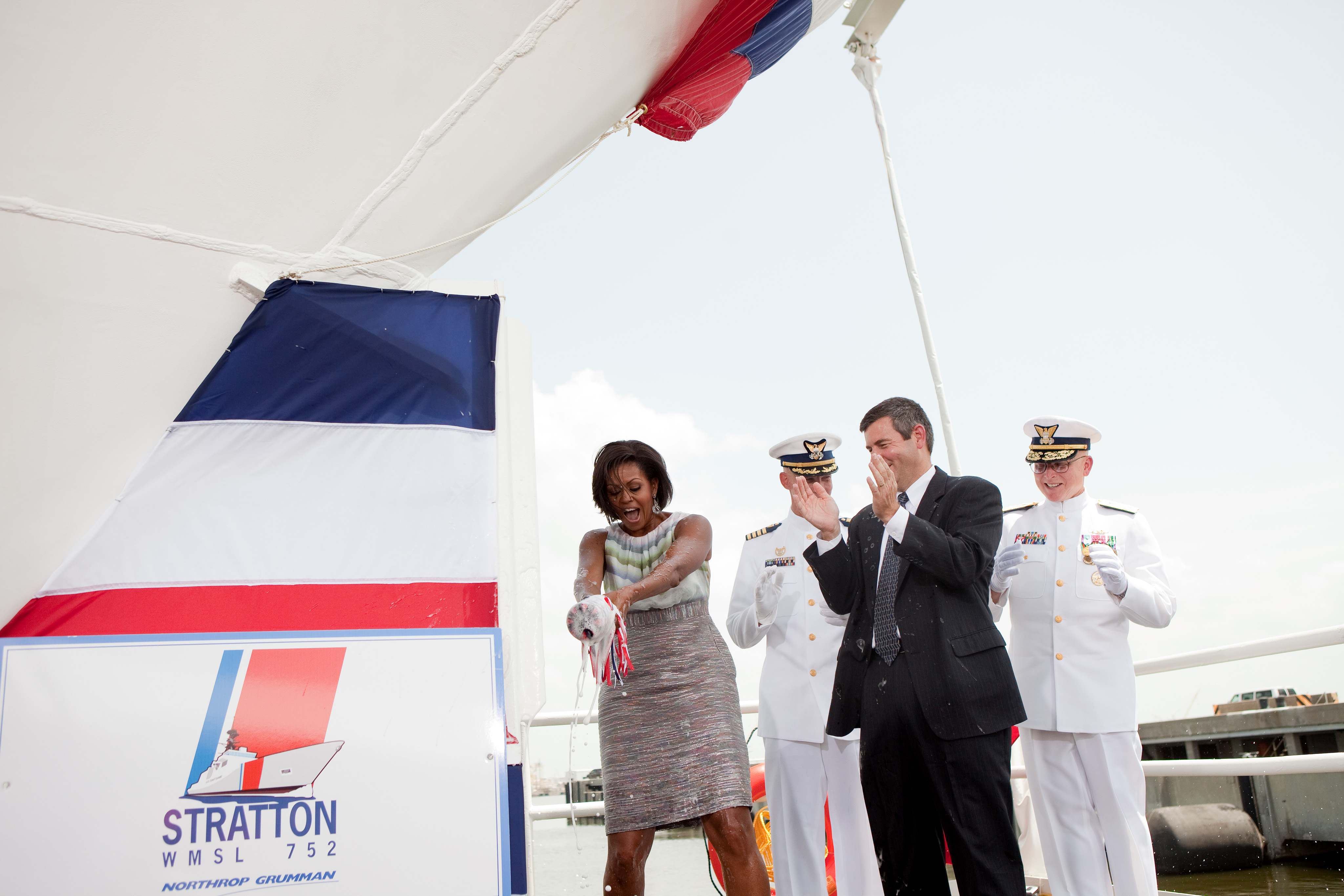
Michelle Obama, la First Lady, inaugure le Stratton le 23 juillet 2010 à Pascagoula.